# 卡斯蒂利亚-拉曼恰
卡斯提亞-拉曼恰（西班牙語：[kasˈtiʎa la ˈmantʃa] ⓘ）是西班牙的一個自治區，延伸於马德里自治区东南部，占據古老的卡斯蒂利亞南部地區，包括拉曼恰，由于是米格尔·德·塞万提斯笔下的著名人物堂吉訶德活动的舞台，在世界享有盛名。同时，该自治区也是西班牙较大的葡萄酒产区之一。

## 象征
根据西班牙1982年8月10日的组织法第9/1982号文件，卡斯蒂利亚-拉曼恰自治区正式成立。之后的一系列文件规定了自治区的旗帜、徽章和颂歌。

### 旗帜
《卡斯蒂利亚-拉曼恰自治法》第5条对区旗进行了规定：
- 1. 区旗由两个面积相等的矩形组成：左边为深红色背景，正中间有一个金色城堡，城门和窗户为天蓝色；右边为白色。
- 2. 区旗可以在地区、省或市政公共建筑物上悬挂，并会可以在西班牙国旗旁边悬挂。历史地区或省份的著名建筑上也可以悬挂。[2]

### 徽章
卡斯蒂利亚-拉曼恰徽章的设计基于旗帜，但也有不同之处，由1/1983号法律规范。

## 行政区划

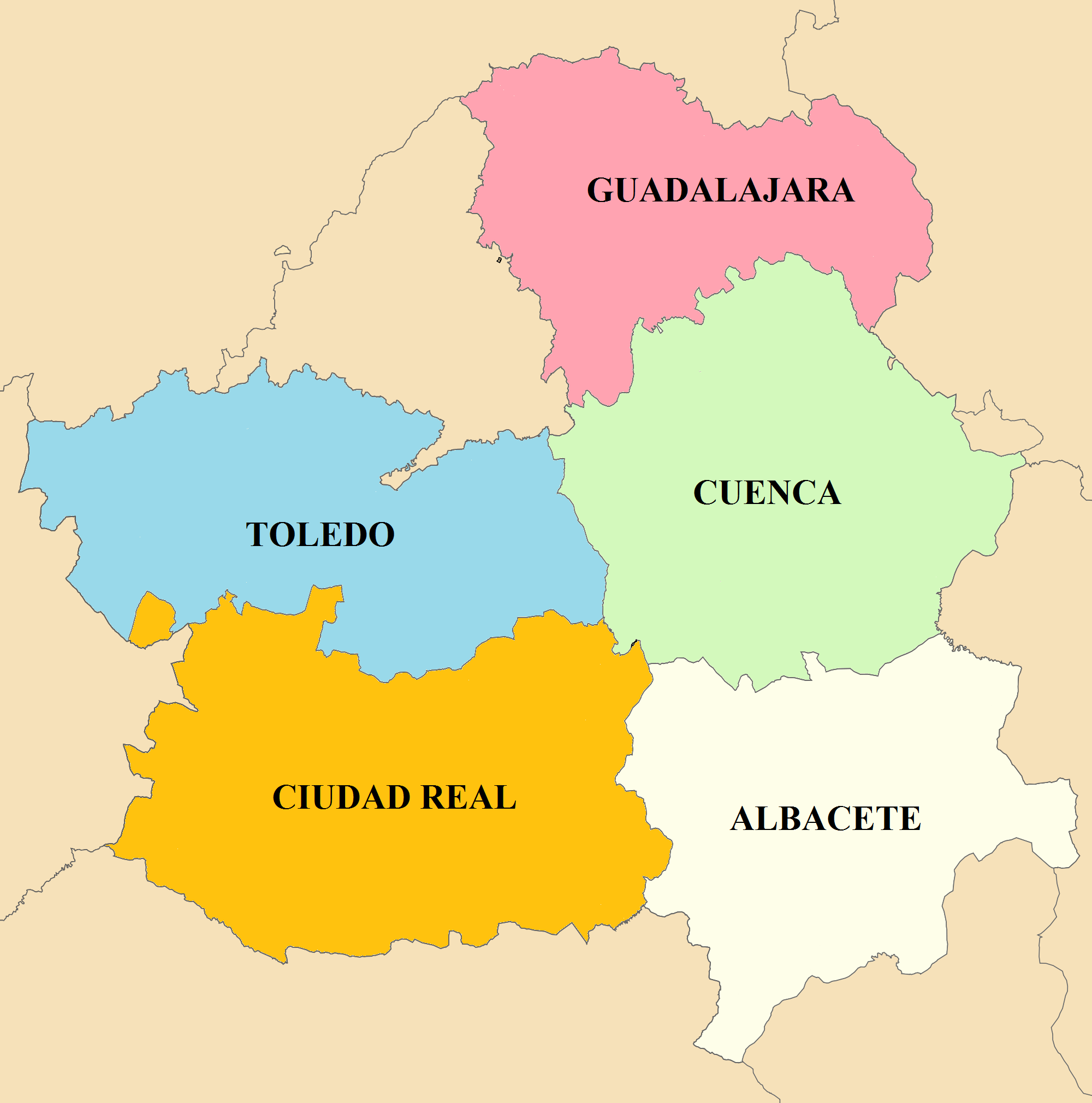
行政区划

| 省份         | 西班牙语    | 人口(2017年) | 面积(km²) | 市镇数量 | 司法辖区数量 |
| ------------ | ----------- | ------------ | --------- | -------- | ------------ |
| 阿爾瓦塞特省 | Albacete    | 390 032      | 14 926    | 87       | 7            |
| 雷阿爾城省   | Ciudad Real | 502 578      | 19 813    | 102      | 10           |
| 昆卡省       | Cuenca      | 198 718      | 17 141    | 238      | 4            |
| 瓜達拉哈拉省 | Guadalajara | 253 310      | 12 167    | 288      | 3            |
| 托萊多省     | Toledo      | 686 841      | 15 370    | 204      | 7            |

## 历史

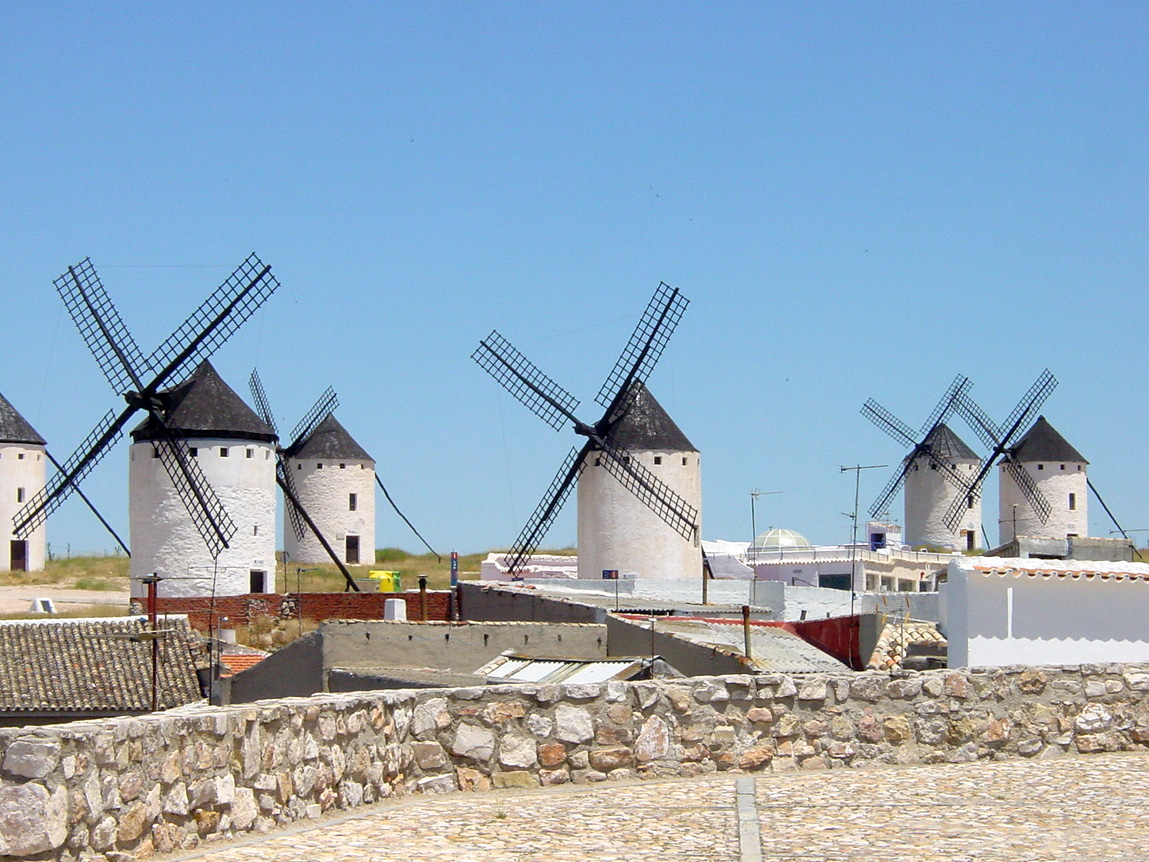
《堂吉诃德》中描写的拉曼恰风车

### 地名语源
卡斯蒂利亚-拉曼恰（Castilla-La Mancha）是现代名称，出现于1982年自治区成立之时。然而，早在西班牙第一共和国期间，就已有卡斯蒂利亚 - 曼切戈自治区（Estado Regional Castellano-Manchego）的成立提案。该地区的五个省在历史上属于卡斯蒂利亚王国，而拉曼恰的自然区域只包括四个省（阿尔巴塞特、雷阿尔城、昆卡和托莱多）。因为拉曼恰自然分区位于卡斯蒂利亚王国内，所以两个名称之间用连字符（ - ）表示包含关系。
- 卡斯蒂利亚（Castilla）：该地名作为古代王权国家的名称，在古代被表记为“Castella”或“Castiella”。阿拉伯历史学家也对其有类似记载（阿拉伯语：قشتالة；转写：Qashtāla）[4]。最终的语源可能来自拉丁语“castella”，是“castellum”的复数形式，与英语单词“castle”同源。[5]按照这种解释，该地名中文意为“遍布城堡的土地”。

- 拉曼恰（La Mancha）：“拉”是现代西班牙语的阴性定冠词。关于“曼恰”的语源，目前多数学者认为它来自穆斯林入侵占领伊比利亚半岛时期的阿拉伯语，转写为“Manxaf”，中文意为“没有水的土地”。[6]也有学者认为来自“Manya”，意为“高地”。[7]

## 人口

### 移民
截至2016年1月1日，卡斯蒂利亚-拉曼恰自治区有8.6％的人口为外国国籍，这一比例略低于全国平均水平（9.5％）。但是，移民在整个自治区内的不同省份分布不均。
- 阿尔瓦塞特省：6.2％
- 雷阿尔城：6.3％
- 昆卡省：11.3％
- 瓜达拉哈拉省：13.0％
- 托莱多省：9.1％

在外籍移民中，有55.7％为欧洲人（罗马尼亚人最多），21.5％为非洲人（摩洛哥人最多），18.7％为美国人，4.1％为亚洲人。

## 经济

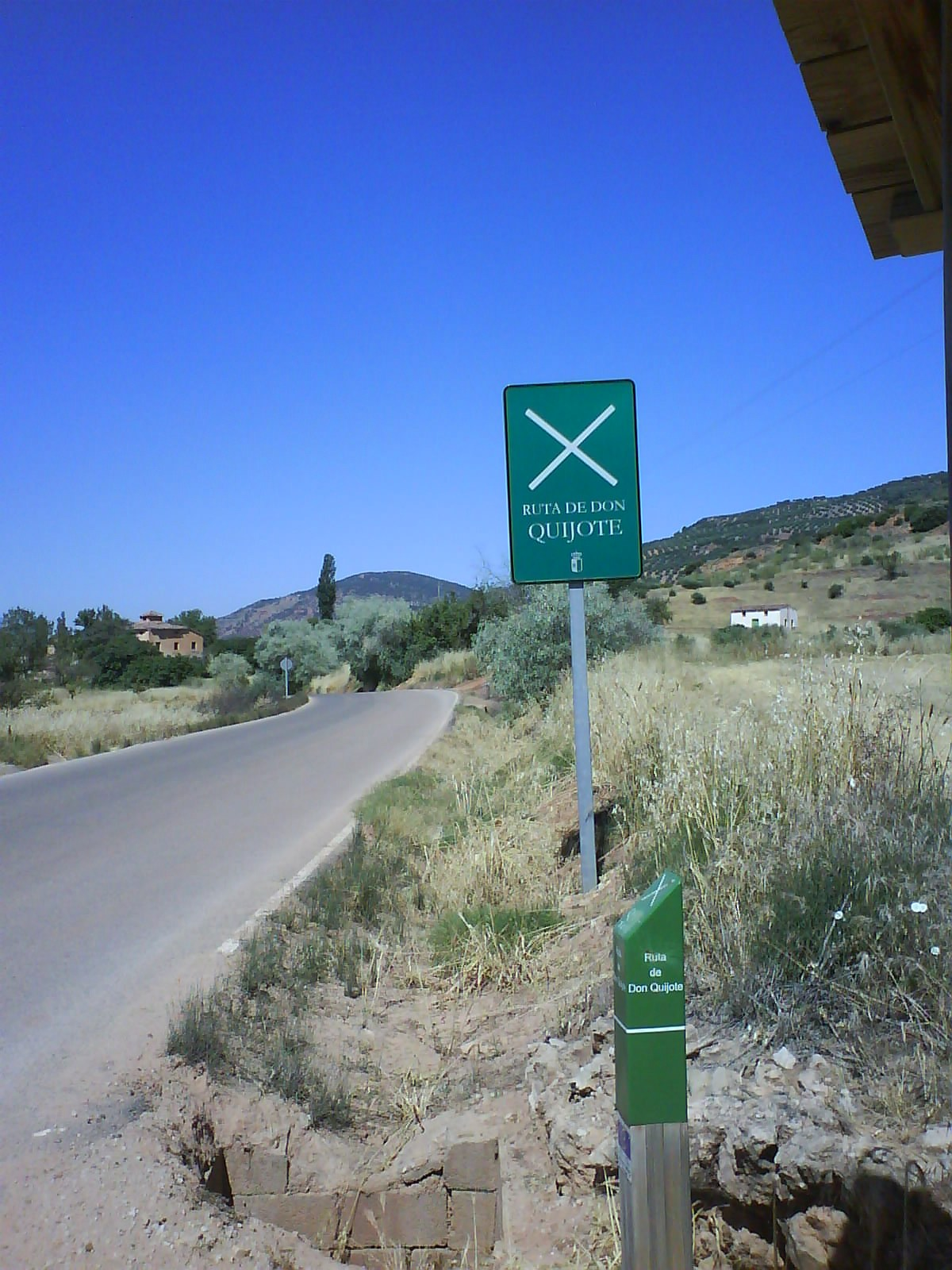
堂吉诃德之路

### 第一产业
2013年，卡斯蒂利亚-拉曼恰自治区的第一产业占自治区生产总值的7.4％。
截至2007年，卡斯蒂利亚-拉曼恰自治区共有131,729个农场，种植总面积5,694,723公顷。在这些农场中，最多的是葡萄园（15,768个），其次是橄榄（4,737个）。卡斯蒂利亚-拉曼恰的葡萄酒产量占西班牙葡萄酒总产量的50%，是西班牙最大的葡萄酒产区。

### 第二产业
2013年，第二产业占卡斯蒂利亚 - 拉曼恰生产总值的23％，雇用率超过15％。最重要的行业是能源、农业食品工业、木材和家具制造、皮革和鞋类制造、非金属矿物的生产以及石油的精炼等。
卡斯蒂利亚-拉曼恰自治区与其他具有悠久历史的传统乡村地区一样，经历了缓慢而又漫长的工业化进程。

### 第三产业
根据西班牙国家统计局2013年的数据，该自治区的第三产业占总体的59.6％。尽管服务业占有相当大的份额，但仍远低于全国平均水平的72.1％。第三产业由：商业、旅游业、金融业、公共行政以及与文化和休闲有关产业组成。

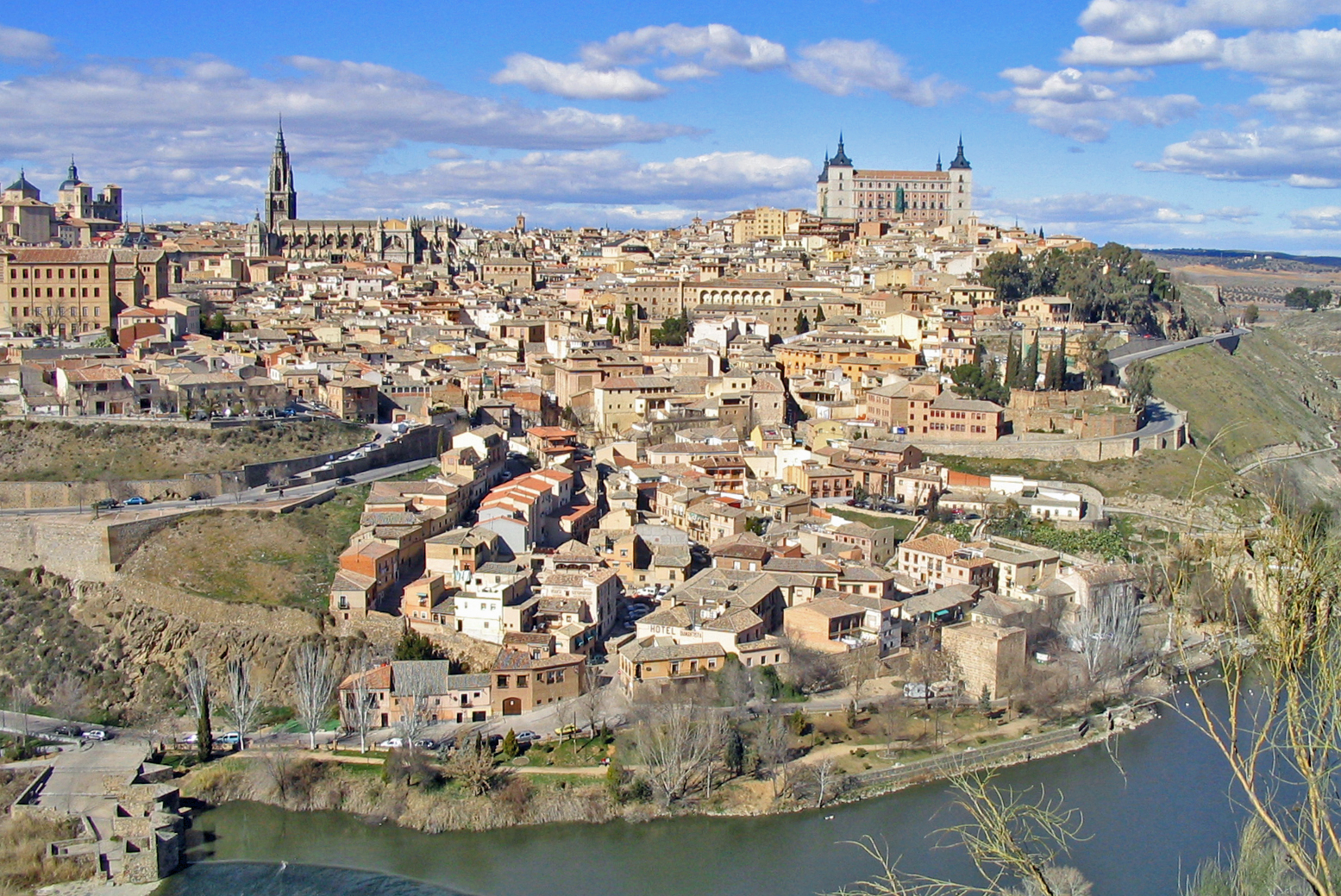
历史名城托莱多老城区全景

#### 旅游业
卡斯蒂利亚-拉曼恰的旅游业在近年来发展迅速，并迅速成为西班牙内陆的主要旅游目的地之一。主要有三种旅行去处：
- 历史遗迹和文化遗产。该地区共有3处被联合国教科文组织列为世界文化遗产。包括历史名城托莱多（1986年）、城墙围绕的历史名城昆卡（1996年）和与斯洛文尼亚共有的汞矿遗产（2012年）。[16][17]

- 《堂吉诃德》。米格尔·德·塞万提斯笔下的人物，社集矛盾于一身、既可喜又可悲的堂吉诃德，在卡斯蒂利亚-拉曼恰的大部分地区留下了冒险的足迹。如今，唐吉诃德冒险之路得以模拟重建，这是欧洲最长的旅游走廊，总长2500公里，经过146个城市，穿越卡斯蒂利亚-拉曼恰大部分的自然文化区。[18]

- 国家公园。除了历史和文化旅游，观赏自然风景的旅游也逐渐增多。卡斯蒂利亚-拉曼恰拥有西班牙的两处国家公园—加贝内罗斯国家公园和塔布拉斯德达伊米尔国家公园。[19]同时，乡村旅游业也成为了小市镇发展和就业的引擎。

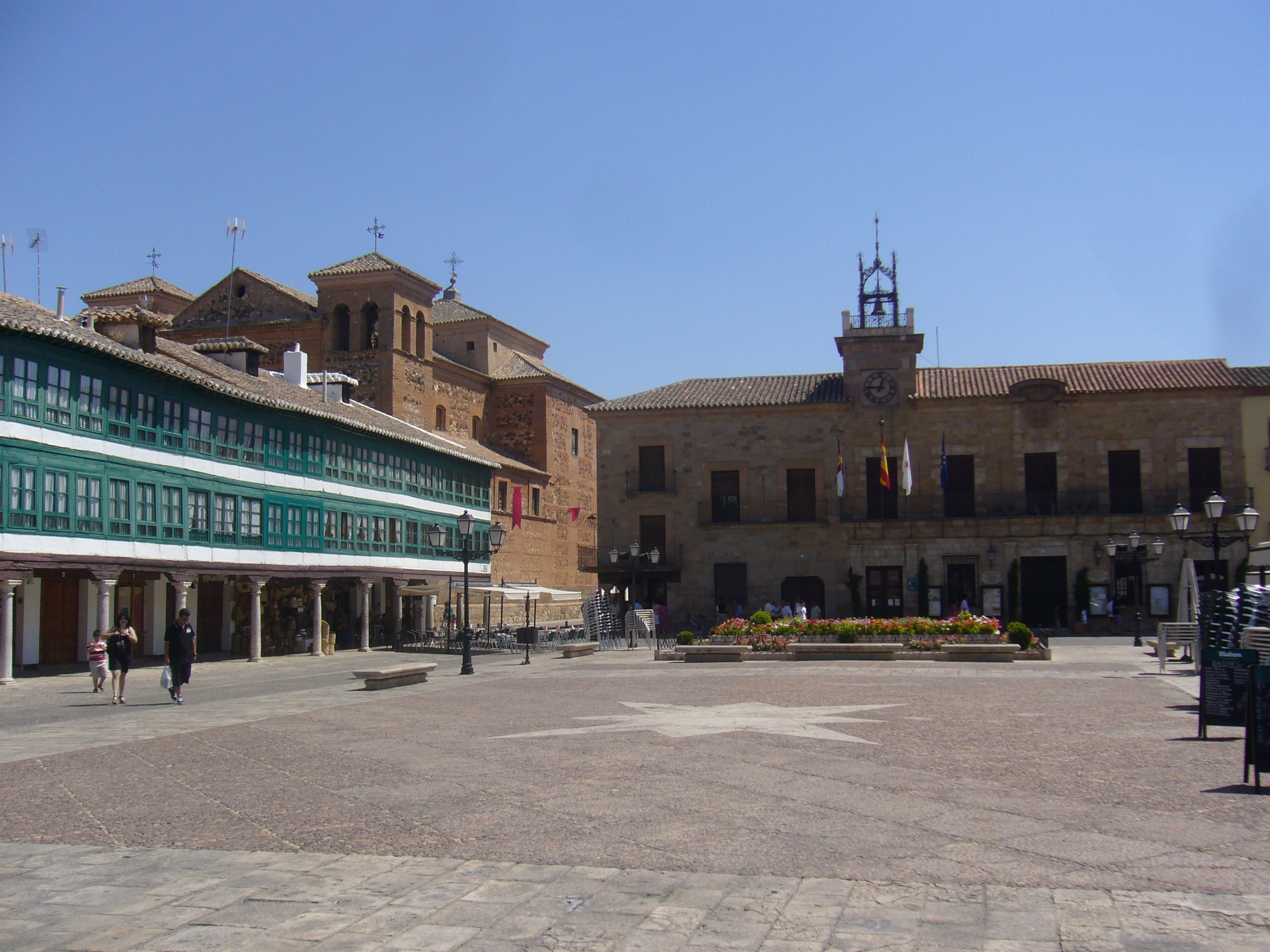
阿尔马格罗：2013年西班牙国内排名第3的旅游目的地
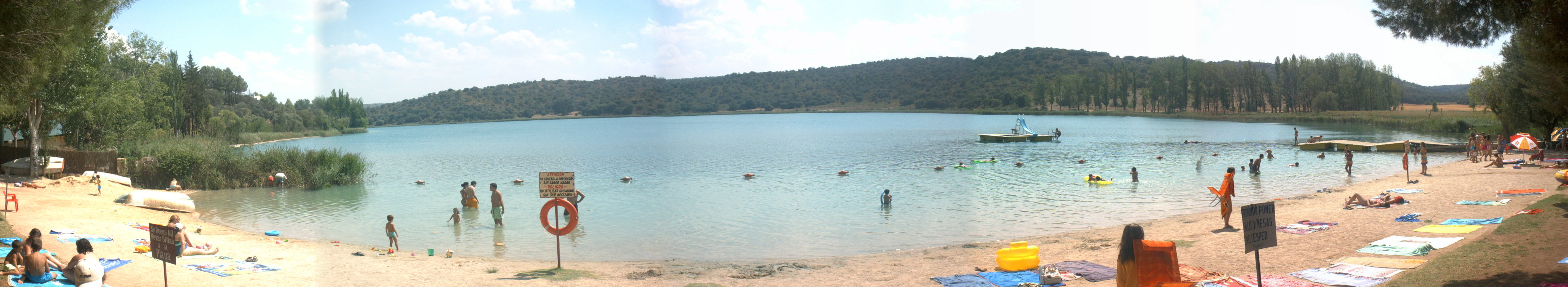
鲁伊德拉自然公园（西班牙语：Lagunas de Ruidera）全景，是旅游目的地之一
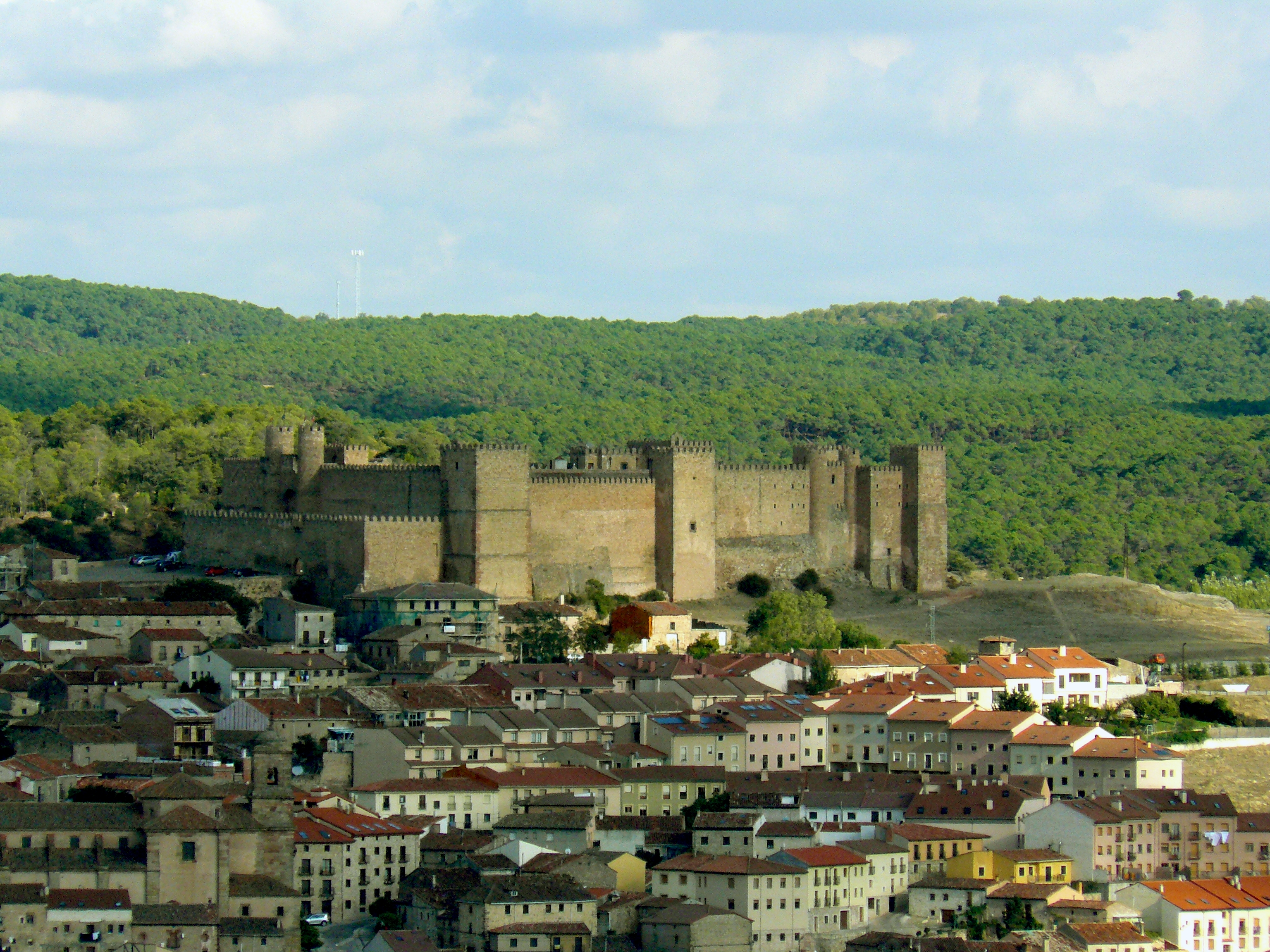
西贡萨：2008年西班牙国内排名第2的旅游目的地

## 交通

### 高速公路

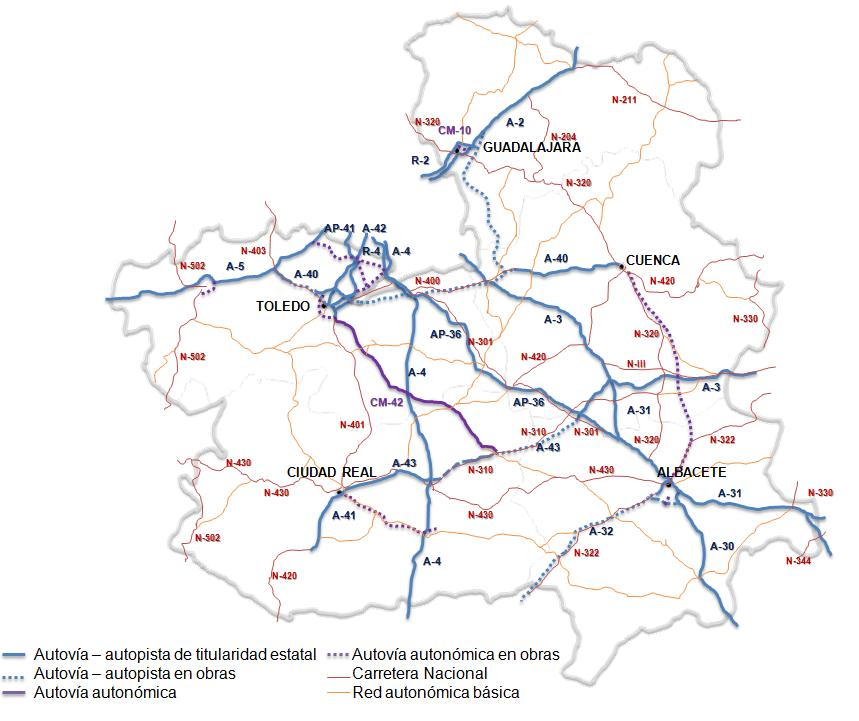
卡斯蒂利亚-拉曼恰公路示意图

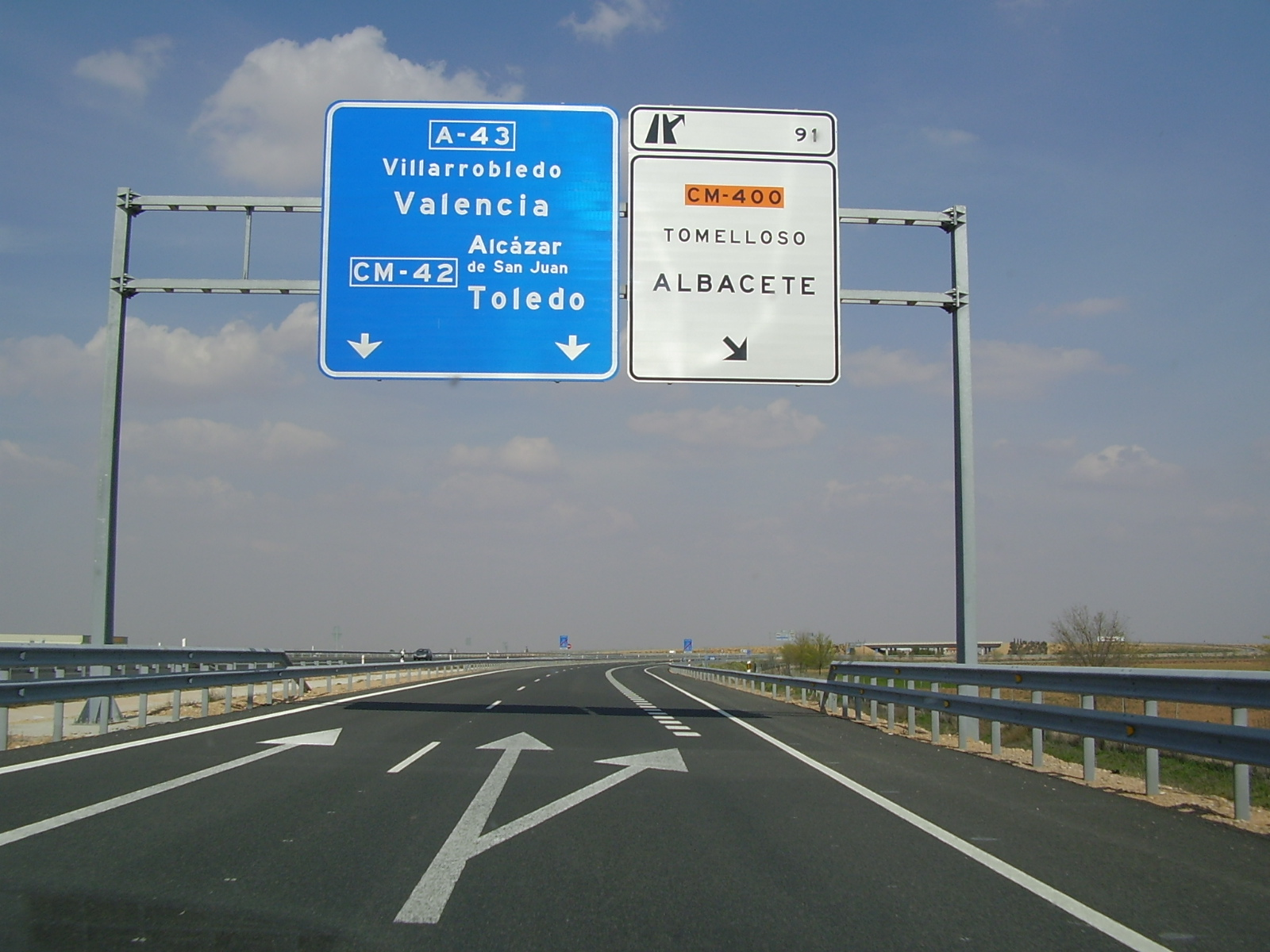
A-43高速公路

| 名称          | 起点与终点                      | 经过卡斯蒂利亚-拉曼恰自治区的主要城市                                                                  |
| ------------- | ------------------------------- | --- |
| A-2高速公路   | 马德里–巴塞罗那                 | 阿苏克卡德埃纳雷斯, 瓜达拉哈拉, 阿尔科莱亚德尔皮纳尔                                                   |
| A-3高速公路   | 马德里–瓦倫西亞                 | 塔兰孔, 拉尔马尔查, 翁鲁维亚, 莫蒂利亚德尔帕兰卡尔, 明拉尼利亚                                         |
| A-4高速公路   | 马德里–加的斯                   | 奥卡尼亚, 马德里德霍斯, 曼萨纳雷斯, 巴尔德佩尼亚斯                                                     |
| A-5高速公路   | 马德里–巴達霍斯                 | 塔拉韦拉-德拉雷纳, 奥罗佩萨                                                                            |
| R-2高速公路   | 马德里–瓜达拉哈拉               | 瓜达拉哈拉                                                                                             |
| R-4高速公路   | 马德里–奥卡尼亚                 | 塞塞尼亚, 奥卡尼亚                                                                                     |
| A-30高速公路  | 阿尔瓦塞特–卡塔赫纳             | 阿尔瓦塞特, 埃林                                                                                       |
| A-31高速公路  | 阿塔莱阿德尔卡尼亚瓦特–阿利坎特 | 阿塔莱阿德尔卡尼亚瓦特, 西桑特, 拉罗达, 阿尔瓦塞特, 阿尔曼萨                                           |
| A-35高速公路  | 阿尔曼萨–哈蒂瓦                 | 阿尔曼萨                                                                                               |
| A-36高速公路  | 奥卡尼亚–拉罗达                 | 奥卡尼亚, 科拉尔德亚尔马格尔, 金塔纳尔德劳尔登, 莫塔德尔库埃尔沃, 拉斯佩德罗涅拉斯, 圣克莱门特, 拉罗达 |
| A-41高速公路  | 雷阿尔城–普埃尔托利亚诺         | 阿尔加马西利亚德卡拉特拉瓦                                                                             |
| AP-41高速公路 | 马德里–托莱多                   | 托莱多                                                                                                 |
| A-42高速公路  | 马德里–托莱多                   | 伊列斯卡斯, 托莱多                                                                                     |
| CM-42高速公路 | 托莱多–托梅略索                 | 托莱多, 莫拉, 孔苏埃格拉, 马德里德霍斯, 阿尔卡萨尔德圣胡安, 托梅略索                                   |

### 铁路

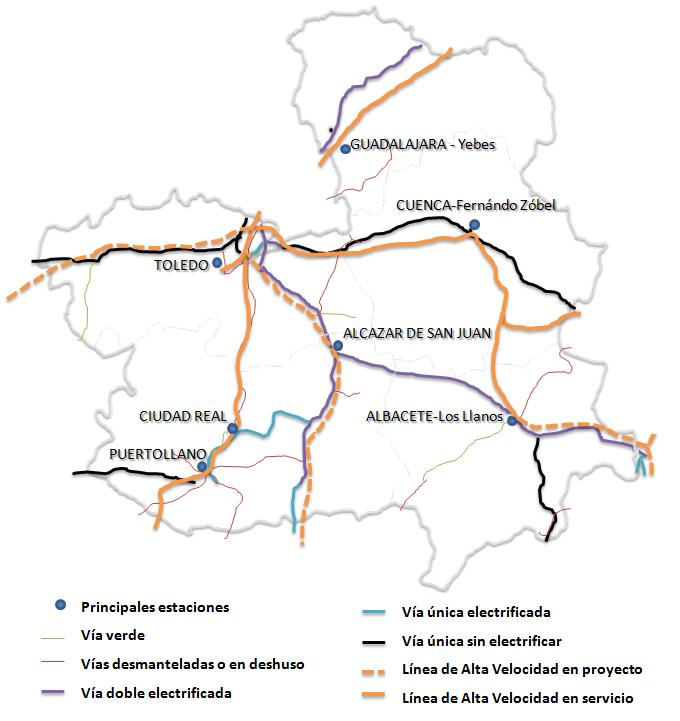
卡斯蒂利亚-拉曼恰铁路线路

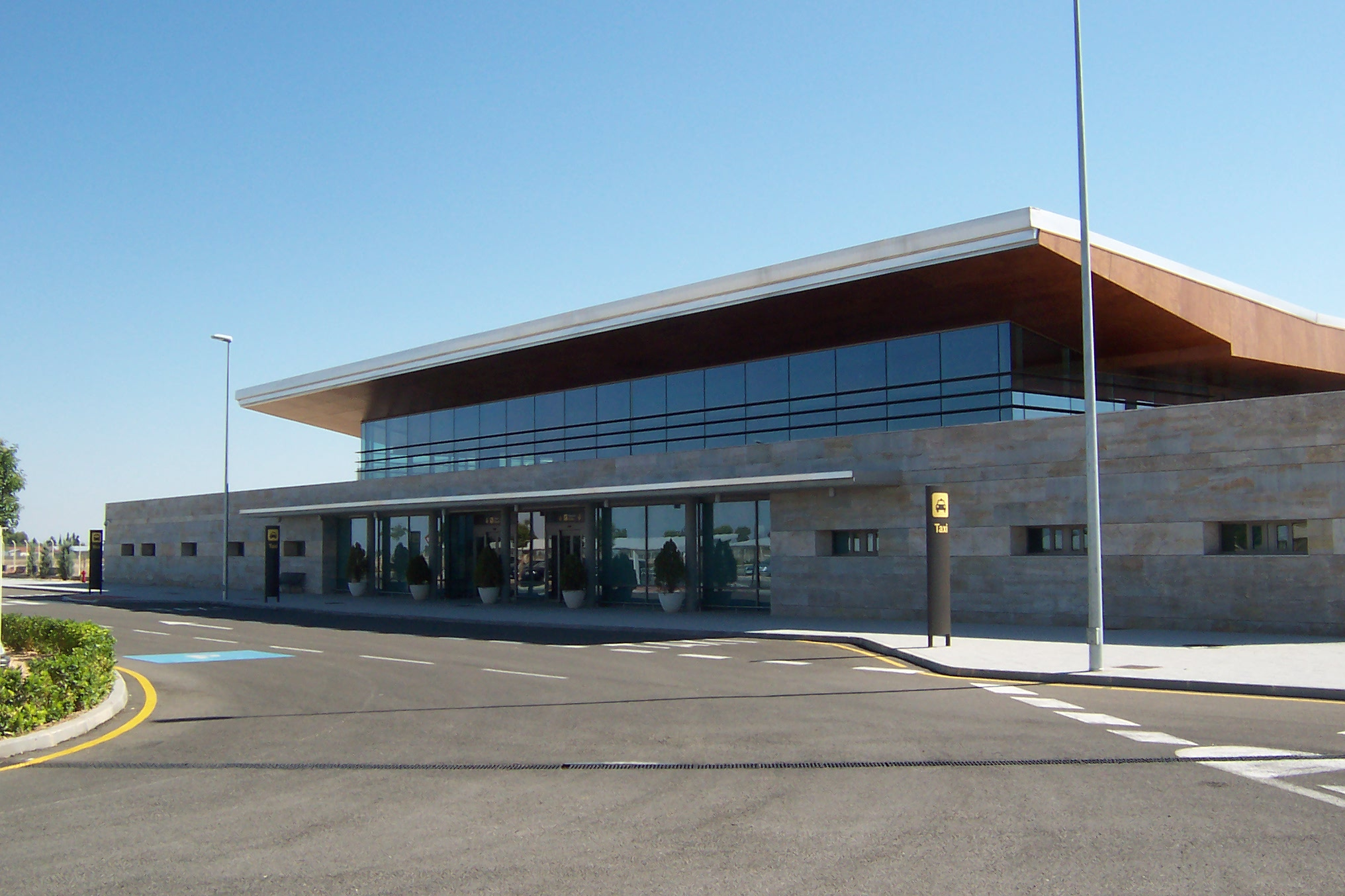
阿尔瓦塞特机场航站楼

在卡斯蒂利亚-拉曼恰自治区拥有众多铁路线路和火车站。

#### 普通列车
卡斯蒂利亚-拉曼恰自治区内有许多由西班牙国家铁路（Renfe）运营的传统中长途普通铁路线。这些火车铁路网络将该自治区与安达卢西亚、卡斯蒂利亚-莱昂、埃斯特雷马杜拉、马德里自治区和巴伦西亚自治区相连接。
以下是西班牙国家铁路运营线路列表，卡斯蒂利亚-拉曼恰自治区市镇用粗体标注。
| 列车 | 路线 (起点站-中转站-终点站)                                           |
| ---- | --------------------------------------------------------------------- |
|      | 马德里 - 雷阿尔城 - 普埃尔托利亚诺                                    |
|      | 托莱多 - 马德里                                                       |
|      | 马德里 - 阿尔卡萨尔德圣胡安 - 阿尔瓦塞特 - 阿尔曼萨 - 瓦倫西亞        |
|      | 阿利坎特 - 阿尔曼萨 - 阿尔瓦塞特 - 阿尔卡萨尔德圣胡安 - 雷阿尔城      |
|      | 马德里 - 阿尔卡萨尔德圣胡安 - 雷阿尔城 / 哈恩                         |
|      | 阿尔卡萨尔德圣胡安 - 雷阿尔城 -普埃尔托利亚诺 - 梅里達 - 巴達霍斯     |
|      | 马德里 - 昆卡 - 瓦倫西亞                                              |
|      | 马德里 - 瓜达拉哈拉 - 索里亚                                          |
|      | 马德里 - 瓜达拉哈拉 - 阿尔科斯德哈隆                                  |
|      | 马德里 - 塔拉韦拉-德拉雷纳 - 巴達霍斯                                 |
|      | 马德里 - 阿尔卡萨尔德圣胡安 - 阿尔瓦塞特 - 埃林 - 穆尔西亚 - 卡塔赫纳 |

#### 高速列车
（本章节最后更新时间：2012年2月）
卡斯蒂利亚-拉曼恰比西班牙其他自治区拥有更加广阔的高速铁路网络，5个省会城市和普埃尔托利亚诺市都拥有一个高速铁路车站。它们主要由西班牙高速铁路（AVE）运营。
以下是AVE线路列表，包括目前正在运行的5条和正在规划或正在建设的3条：
| 列车 | 路线 (起点站-中转站-终点站)                              |
| ---- | -------------------------------------------------------- |
|      | 马德里 - 雷阿尔城 - 普埃尔托利亚诺 - 科爾多瓦 - 塞维利亚 |
|      | 马德里 - 托莱多                                          |
|      | 马德里 - 瓜达拉哈拉-耶韦斯 - 萨拉戈萨 - 巴塞罗那         |
|      | 马德里 - 昆卡 - 阿尔瓦塞特 - 瓦倫西亞                    |
|      | 马德里 - 阿尔瓦塞特 - 阿利坎特                           |

| 列车 | 路线 (起点站-中转站-终点站)                                                                           | 状态       |
| ---- | --- | ---------- |
|      | 马德里 - 塔拉韦拉-德拉雷纳 - 纳瓦尔莫拉尔德拉马塔 - 普拉森西亞- 卡塞雷斯 (西班牙) - 梅里達 - 巴達霍斯 | 正在规划中 |
|      | 马德里 - 阿尔卡萨尔德圣胡安 - 哈恩                                                                    | 正在规划中 |
|      | 马德里 - 阿尔瓦塞特 - 阿利坎特 - 埃爾切 - 穆尔西亚 - 卡塔赫纳                                         | 正在建设中 |

### 机场
卡斯蒂利亚-拉曼恰自治区主要的机场是阿尔瓦塞特机场。还有一座雷阿尔城机场已经于2012年因财务危机申请破产，并暂停了所有航班。其债务累积超过3亿欧元。

## 文化

### 节日
卡斯蒂利亚-拉曼恰有5个西班牙国际传统节日，它们是阿尔瓦塞特节，埃林复活节，昆卡复活节，托莱多的科珀斯克里斯蒂节（天主教节日）和托莱多复活节。

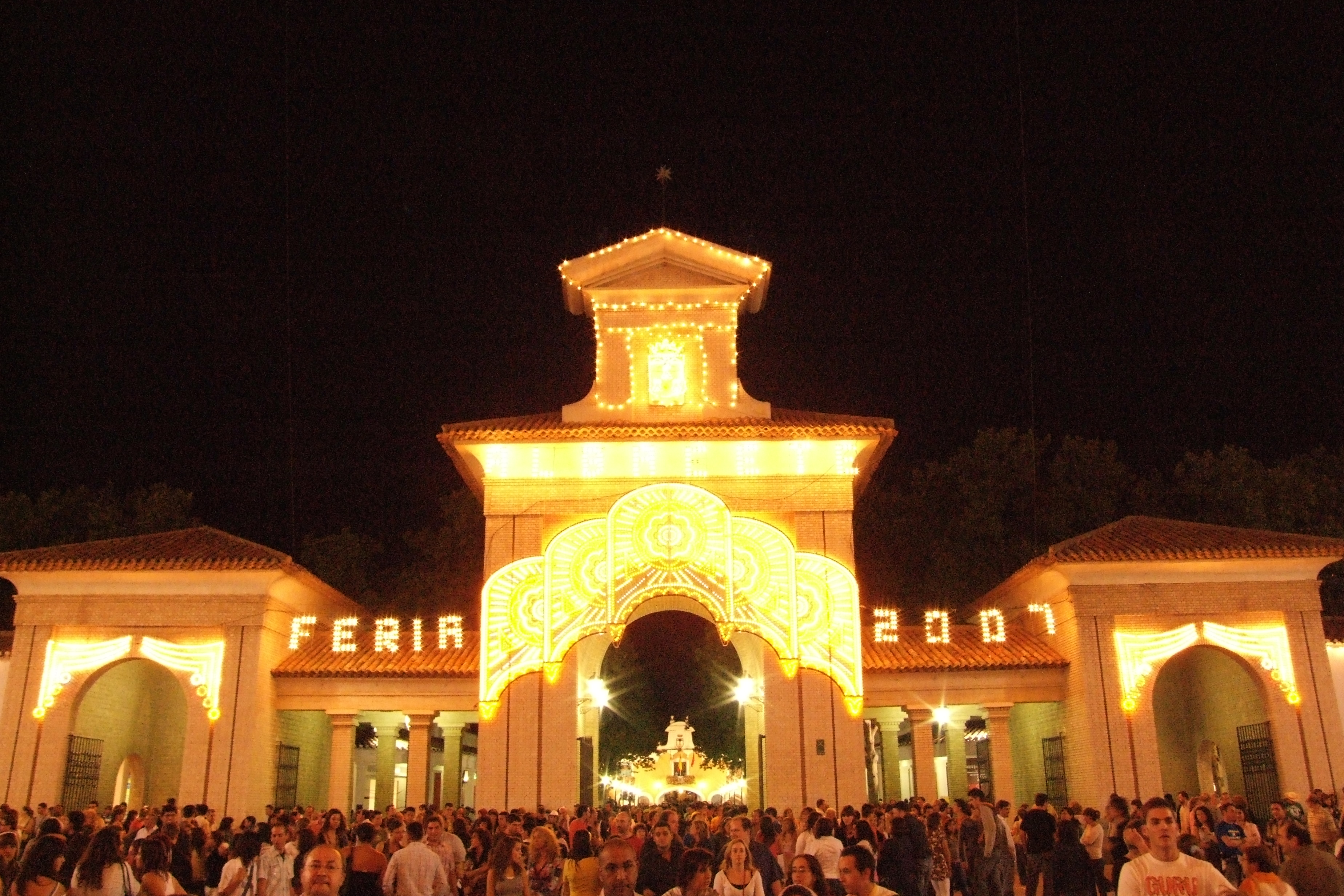
阿尔瓦塞特节，每年接待超过200万游客。
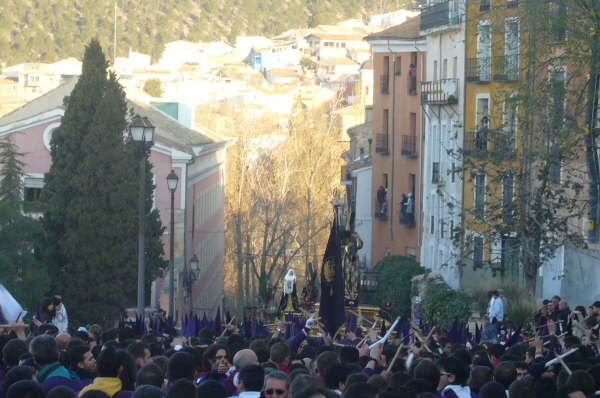
昆卡复活节
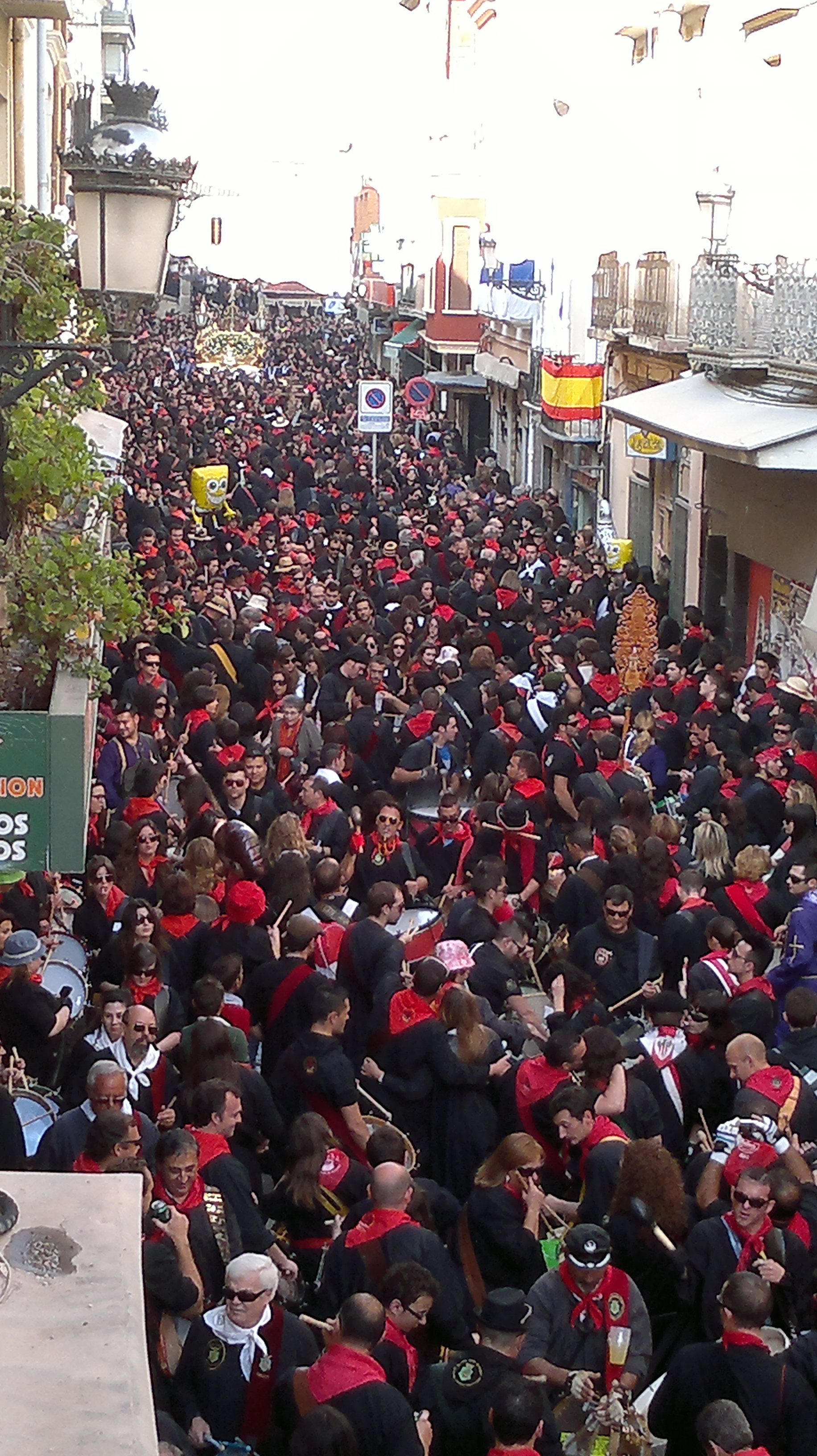
埃林复活节
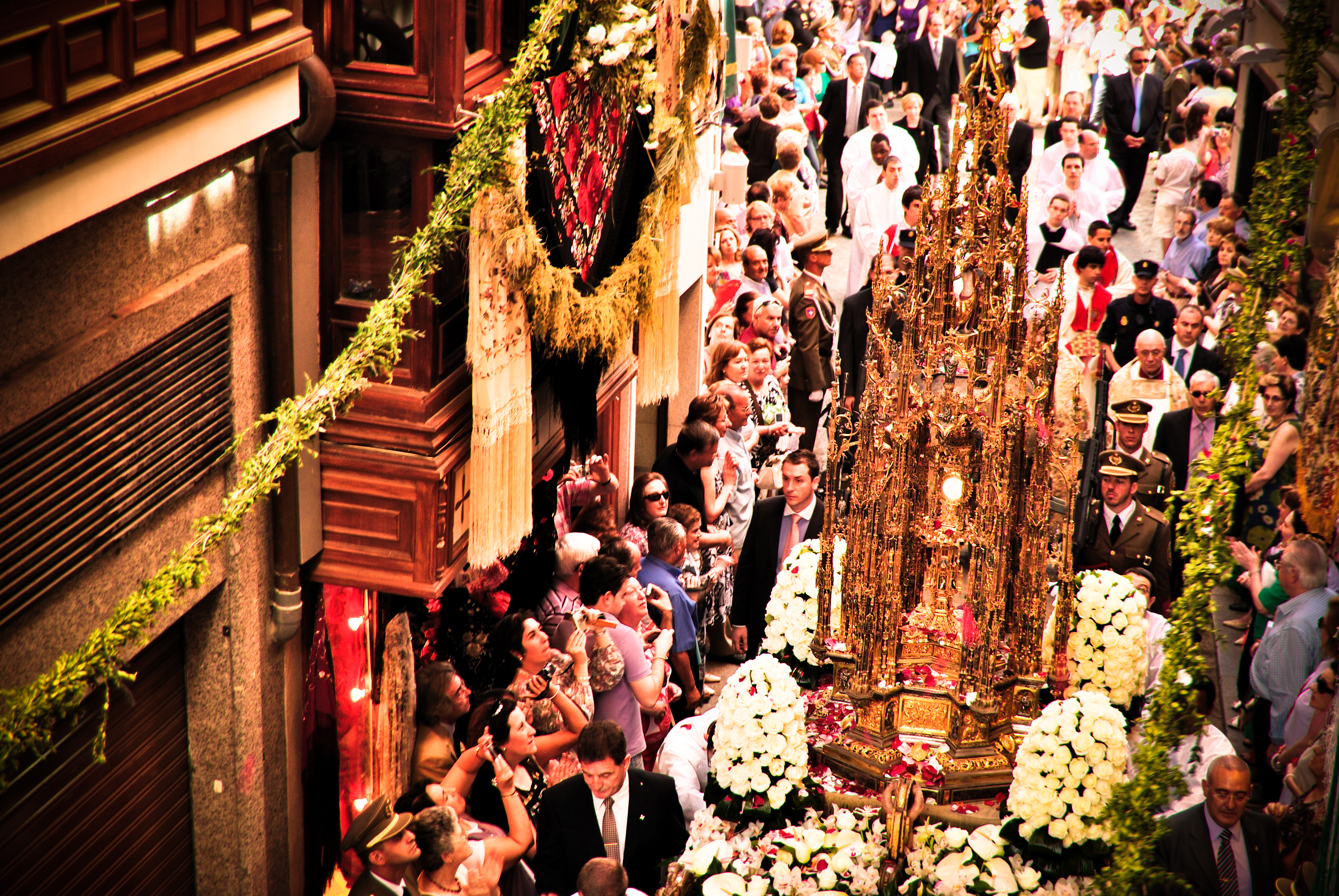
托莱多的科珀斯克里斯蒂节

除了集市和派对之外，卡斯蒂利亚-拉曼恰还有许多悠久历史的节日和风俗习惯。在博拉尼奥斯德卡拉特拉瓦和乌尔达，人们会庆祝传统的基督节日。一月份的聖安東尼篝火节和五月份的五朔节也是该地区的传统节日。传统舞曲有霍塔舞曲和轮舞曲。

### 美食

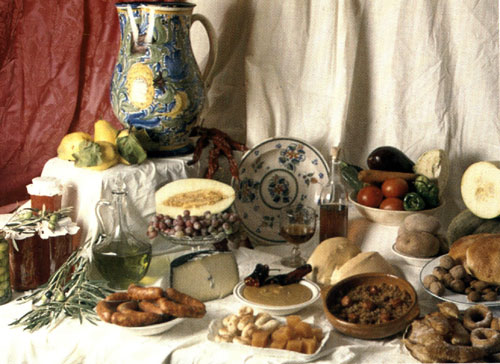
卡斯蒂利亚-拉曼恰美食

卡斯蒂利亚-拉曼恰地区主要以腌渍食品及碳烤肉闻名，其中一些特色食物可以在著作《堂吉诃德》中看到。如曼徹格芝士、托莱多省和瓜达拉哈拉省的烤乳羊和托莱多省的焖红腿鸡等。